# Gagrellula palawana
Gagrellula palawana is een hooiwagen uit de familie Sclerosomatidae.